# 이지시
이지시(李之詩, ? ~ 1592년)는 조선 중기의 무신으로 본관은 단양, 자는 영이, 호는 송암이다.
1567년 무과에 장원 급제해 훈련원정에 임명되었고 1583년 이성현감으로 북방 여진족의 침략을 격퇴하였다. 1592년 임진왜란이 일어나자 나주목사 이경록의 조방장으로 경상도에 나가 여러 번 공을 세웠다. 그러나 구로다 나가마사에 의해 청주가 함락당하고 용인 전투에서 선봉장으로 나갔으나 적의 형세를 알아보지 못해 백광언, 동생 이지례와 함께 싸우다 전사했다.

## 같이 보기
- 남면 동절사 - 부여군의 향토문화유산 제150호